# 十三太保 (1970年電影)
《十三太保》是1970年由张彻执导的香港电影。故事改编自倪匡的小说。1970年四大卖座华语片之一。

## 劇情
唐朝末年，沙陀国主李克用（谷峰 饰）有十三义子，皆获太保衔。十三太保李存孝（姜大卫 饰），十一太保史敬思（狄龙 饰）皆为战场精英。由于梁王朱温的挑拨离间，其中两个太保（李存信、康君立）因妒忌十三太保，与外串通而演变成兄弟相残。
劇中李存孝被五馬分屍一幕，是張徹電影「暴力美學」的經典。

## 角色
- 谷峰 飾 李克用
- 金漢 飾 大太保李嗣源
- 鮑嘉文 飾 二太保李嗣昭
- 羅威 飾 三太保李存勗
- 南宮勳 飾 四太保李存信
- 劉剛 飾 五太保李存直
- 宋源 飾 六太保李嗣珂
- 黃培基 飾 七太保李存進
- 王光裕 飾 八太保李存璋
- 陳金(演員) 飾 九太保李存審
- 劉家榮 飾 十太保李存受
- 狄龍 飾 十一太保史敬思
- 王鍾 飾 十二太保康君利
- 姜大衛 飾 十三太保李存孝
- 李麗麗 飾 翠燕

## 相关电影
- 1984年张彻电影《上海滩十三太保》